# Vainikkala
Vainikkala egy falu, körülbelül 400 lakossal Dél-Karéliában, Kelet-Finnországban. Része Lappeenranta városnak, mintegy 29 kilométerre délre a városközponttól. Jelentőségét az adja, hogy vasúti határátkelő, Oroszország felé. A 200-220 kilométer sebességű Allegro vonatok állomása Helsinki és Szentpétervár közt.